# Plaški
Plaški  è un comune della Croazia di 2 292 abitanti della regione di Karlovac.